# Ершов, Владислав Николаевич
Владислав Николаевич Ершов (род. 8 сентября 1975, Наро-Фоминск, Московская область) — российский военачальник, генерал-лейтенант (2021), командующий 6-й общевойсковой армией Западного военного округа с февраля 2019 года.

## Биография
Родился 8 сентября 1975 года в городе Наро-Фоминск Московской области. В 1992 окончил Московское суворовское военное училище.
С 1992 по 1996 год — курсант Московского высшего военного командного училище им. Верховного Совета РСФСР. Прошёл все должности от командира учебного мотострелкового взвода до командира мотострелковой бригады.
С 2001 по 2003 год — слушатель Общевойсковой академии Вооружённых сил Российской Федерации.
С 2010 по 2012 год — слушатель Военной академии Генерального штаба Вооружённых сил РФ.
С 2012 по 2014 год — командир 21-й отдельной гвардейской мотострелковой бригады (в/ч 12128 с. Тоцкое Оренбургская область).
12 декабря 2013 года присвоено воинское звание генерал-майор.
С 2014 по 2017 год — преподаватель кафедры Военной академии Генерального штаба Вооружённых сил РФ.
С 2017 по 2019 год — начальник штаба — первый заместитель командующего 49-й общевойсковой армией Южного военного округа. Участник боевых действий.
С февраля 2019 года — командующий 6-й общевойсковой армией Западного военного округа.
Указом Президента РФ № 104 от 18.02.2021 присвоено воинское звание генерал-лейтенант.

## Личная жизнь
Отец — генерал-лейтенант Ершов Николай Филиппович, начальник Главного автобронетанкового управления Министерства обороны РФ (ноябрь 2007 — июль 2009 гг.).
Женат, воспитывает двоих сыновей.

## Награды
- Орден Александра Невского
- Орден Жукова[5]
- Орден Суворова
- Орден «За военные заслуги»
- Медаль Суворова
- Ведомственные награды Министерства обороны РФ